# غواصة لوس أنجلوس
فئة لوس أنجلوس، هي فئة غواصات هجوم سريع تعمل بالطاقة النووية تخدم في بحرية الولايات المتحدة الأمريكية. تعرف الغواصات أيضا باسم الفئة 688، تمثل هذه الفئة جيلين وما يقرب من نصف قرن في أسطول غواصات الهجوم البحرية. بحلول عام 2018 هنالك 35 غواصة ما زالت في الخدمة و27 غواصة تم الإستغناء عن خدماتها.
1. ↑  USS Greeneville، نيوبورت نيوز، QID:Q1029271